# U 365
U 365 war ein deutsches U-Boot vom Typ VII C, das im Zweiten Weltkrieg von der deutschen Kriegsmarine eingesetzt wurde.

## Geschichte
Das Boot wurde im Wesentlichen gegen Nordmeergeleitzüge eingesetzt, die zwischen Großbritannien und den sowjetischen Eishäfen Murmansk und Archangelsk unterwegs waren. Die Hauptziele waren dabei sowjetische Streitkräfte, die die Konvois in der Barentssee in Empfang nahmen.

### Bau und Indienststellung
U 365 wurde am 21. April 1942 bei der Flensburger Schiffbau-Gesellschaft auf Kiel gelegt und ging am 8. Juni 1943 in unter Oberleutnant zur See Haimar Wedemeyer in den aktiven Dienst über. Wie die meisten deutschen U-Boote seiner Zeit führte auch U 365 ein bootsspezifisches Wappen, das am Turm geführt und von der Besatzung an den Mützen und Schiffchen getragen wurde. Im Frühjahr 1944 initiierte Kommandant Wedemeyer einen Wettbewerb zur Entwicklung eines Bootszeichens. Aus diesem ging ein vierblättriges Kleeblatt mit zwei aufliegenden Säbeln als Sieger hervor. Am 19. Februar verlegte das Boot nach Bergen in Norwegen, wo es am 22. Februar eintraf. Von dort aus absolvierte U 365 seine ersten vier Unternehmungen.

### Einsätze
Die ersten Fahrten fanden im Rahmen geheimer Operationen in der Nordsee und dem Arktischen Ozean statt, daher hatte U 365 keine Aktionen gegen alliierte Schiffe zu verzeichnen. Erst während der siebten Unternehmung, nach Patrouillen in den eisbedeckten Gewässern rund um Nowaja Semlja, konnte das Boot Feindkontakt und Feuerwechsel melden. In dieser Region, 60 Seemeilen westlich der Insel Bely, traf U 365 am 12. August auf einen kleinen sowjetischen Konvoi und konnte aus diesem den Frachter Marina Raskowa (9083 BRT) (Lage) und zwei den Frachter begleitende Minensuchboote (je 625 BRT) (Lage) versenken. Dabei kamen 298 Passagiere und Besatzungsmitglieder der versenkten Schiffe ums Leben, während 259 durch ein weiteres Minensuchboot (T-116) sowie in den folgenden zwei Wochen durch Flugzeuge gerettet wurden.
Aufgrund der großen Entfernung zwischen den Einsatzgebieten, der Effektivität der alliierten Anti-U-Boot-Maßnahmen im August 1944, und seiner eigenen vorsichtigen Vorgehensweise gelang es Kommandant Wedemeyer nicht, bei den zwei folgenden Unternehmungen mit U 365 weitere Versenkungen zu erzielen. Wedemeyer wurde daraufhin im November durch Diether Todenhagen, der schon erfolgreich U 48 kommandiert und sich einen Ruf als aggressiver U-Boot-Kommandant erworben hatte, abgelöst. Diese Entscheidung schien sich bereits am 6. Dezember auszuzahlen, als Todenhagen in der Barentssee das sowjetische Patrouillenboot BO-230 (105 BRT) (Lage) versenken konnte.

### Angriff auf RA 62

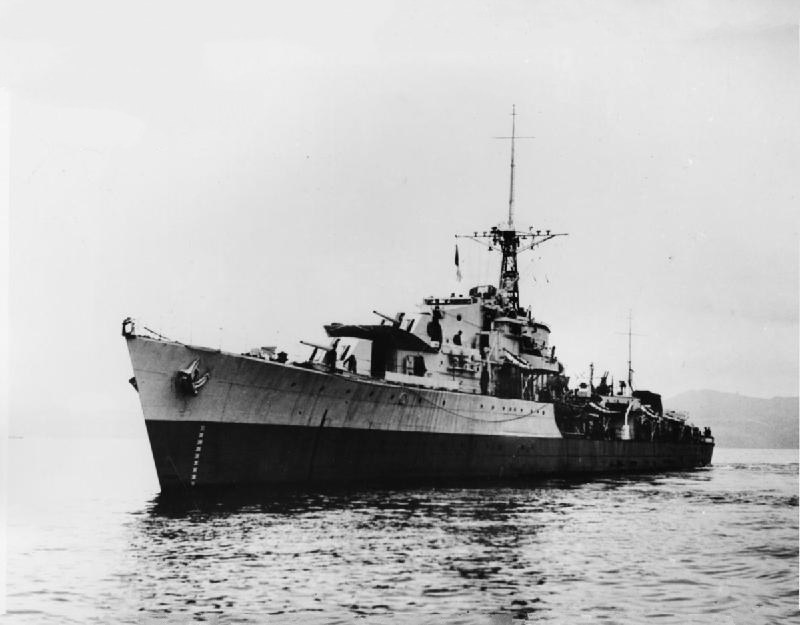
HMS Cassandra

Am 10. Dezember 1944 stieß U 365 auf einen erwarteten Nordmeergeleitzug, der aus der Kola-Bucht auslief. Entgegen den Prinzipien der von Karl Dönitz entwickelten Rudeltaktik, die das Zusammenführen mehrerer U-Boote zum Angriff auf derartige Ziele vorsah, entschloss sich Kommandant Todenhagen zum Angriff. Er meldete die Versenkung eines Tankers mit 7.000 BRT. Todenhagen gab an, die Detonation des Torpedos und Sinkgeräusche registriert zu haben. Die Versenkung eines entsprechenden Schiffes in diesem Zeitraum konnte allerdings nicht bestätigt werden.
Das Boot verfolgte den Konvoi weiterhin und griff am folgenden Tag ein Kriegsschiff aus dem Geleitschutz von RA 62 an, die HMS Cassandra. Hierbei wurde der britische Zerstörer erheblich beschädigt. Todenhagen hatte mit einem Akustischen Torpedo (T5) den Steven der Cassandra zerstört. Zudem kamen 62 Besatzungsmitglieder ums Leben. Die Cassandra musste ihre Geleitaufgaben abbrechen und wurde in die Kola-Bucht zurückgeschleppt.

## Besatzung
Folgende Soldaten befanden sich auf dem Boot:

### Kommandanten
| 08.06.1943 – 17.11.1944 | Kapitänleutnant      | Heimar Wedemeyer  |
| 18.11.1944 – 13.12.1944 | Oberleutnant zur See | Dieter Todenhagen |

### Verluste durch die Versenkung 1944
| Adelhelm, Walter Augst, Alfred Berner, Günter Eichwald, Heinz Gibat, Oskar Heinsen, Heinz-Emil Klünder, Rolf Krämer, Otto Kuster, Wilhelm Leberbauer, Franz Lindner, Hans Matschke, Rudi Mickau, Hans Renn, Arthur Sack, Friedrich Steber, Siegfried Wennemann, Josef | Ampferl, Richard Bauerfeld, Ernst Blodorn, Horst Gawlik, Johann Glaser, Wilhelm Hornbach, Friedrich Kneifel, Otto Krause, Ferdinand Lange, Walter Lelonek, Oskar Lippmann, Horst Mayer, Josef Möhrke, Heinz Röhrig, Walter Schneider, Karl-Heinz Todenhagen, Diether Wolf, Johann-Hans | Apke, Georg Baumgärtel, Günther Buchsteiner, Eberhard Gerlach, Karl-Heinz Heesch, Willi Huber, Albert Korber, Gerhard Kriens, Werner Laun, Rudolf Lenz, Jürgen Lott, Walter Meyer, Rudi Paul, Johann Rother, Fritz Schneider, Thomas Voigt, Heinz-Herwart |
| --- | --- | --- |

| Anders, Walter Gerth, Walter Päst, Erich Schmid, Fritz | Bleeck, Otto Heinrich, Günther Rosenberger, Horst Wedemeyer, Heimar | Duis, Hans-Diederich Kark, Heinrich Schlatter, |
| ------------------------------------------------------ | ------------------------------------------------------------------- | ---------------------------------------------- |

## Versenkung
Durch diesen Angriff gab Todenhagen die Anwesenheit und die Position von U 365 preis. Das Boot wurde zwei Tage später von zwei Fairey-Swordfish-Flugzeugen des Geleitträgers HMS Campania gesichtet und durch deren Bomben in der Nähe der Lofoten versenkt (Lage).
Alle 50 Besatzungsmitglieder von U 365 kamen bei dem Angriff ums Leben.

## Einsatzstatistik
- 12. August 1944: Versenkung des sowjetischen Minensuchbootes T-118 (625 BRT, in Konvoi BD-5 fahrend)
- 12. August 1944: Versenkung des sowjetischen Minensuchbootes T-114 (625 BRT, Konvoi BD-5)
- 12. August 1944: Versenkung des sowjetischen Frachters Marina Raskowa (9083 BRT, Konvoi BD-5)
- 6. Dezember 1944: Versenkung des sowjetischen Patrouillenbootes BO-230 (105 BRT)
- 11. Dezember 1944: Beschädigung des britischen Zerstörers HMS Cassandra (1710 BRT, Konvoi RA-62)

U 365 verlor bis zu seiner Versenkung keine Besatzungsmitglieder.